# 14 (漫画)
『14』（ジューシー）は、原作：朝田光、作画：亜桜まるによる日本の漫画作品。白泉社『ヤングアニマル嵐』にて、2005年No.4から2008年No.4まで連載された。また、番外編として「かがいかつどう」および読み切り「ボクは友だち」が、『ヤングアニマルあいらんど』へ掲載された。各話タイトルは「ぶかつどう：xx（話数）」で表記され、本編は全33話が連載された。

## あらすじ
XX市立西瓜中学校の部活マネージャーである結城リエコ、野上真奈、天美幸子。
彼女たちを中心に、西瓜中学校に存在する色とりどりの部活マネージャーたちが織り成す日常をゆるやかに描く「まったり中学生部活日記」。

## 登場人物

### 主人公たち
結城 リエコ（ゆうき リエコ）
本作の主人公。ボクっ娘。身長173センチメートル、体重49キログラム、スリーサイズ83/56/83、血液型AB型（RH+）。
サッカー部のマネージャー。スラリとした長身と端麗な容姿から女子、男子を問わず人気がある。
絶対音感を持ち、運動神経も抜群で、バレー部やバスケ部からの勧誘も頻繁に受けている。
サッカー部へも部員として入部したが、西瓜中に女子サッカー部が存在しなかったため、やむを得ずマネージャーとなった。
後に彼女の尽力で設立された女子サッカー部では部長に就任。男子サッカー部マネージャーも兼任している。
いっぽう勉強や料理、裁縫などの家事全般はからっきしダメで、母からは「女の子の才能ゼロ」とまで酷評されている。加えて、極度の味オンチでもある。
野上 真奈（のがみ まな）
野球部のマネージャー。身長150センチメートル、体重45キログラム、スリーサイズ90/48/81、血液型O型。
着ぐるみ頭巾とツインテールがトレードマークな、リエコの親友。
リエコに対する過剰な好意を開けっ広げにしており、その想いはつねに暴走気味。
リエコに寄り付く「悪い虫」たちを追い払うことはもちろん、ラブレターへの検閲も欠かさない。
身長が低いことを気にしており、身体測定の際は替え玉測定をするべく悪知恵を発揮していた。
中学生らしからぬ学力を誇るが、本人の進学希望は「リエコと同じ学校」。
着ぐるみ頭巾はもっぱら牛がメインだが、ときどき他の動物を着用するレアケースも存在する（トナカイ、いぬ、白猫、黒猫、白黒猫、うさぎが登場）。
天美 幸子（あまみ さちこ）
陸上部のマネージャー。身長147センチメートル、体重38キログラム、スリーサイズ70/50/66、血液型A型。
ドジっ娘でメガネっ娘（真奈談）、泣き虫。
部員として陸上部に入部したものの、スキップすら出来ない運動神経から、マネージャーに納まった。
メガネがなければ至近距離でも他人の見分けがつかないド近眼。
また、極度のブラコンで、兄に彼女ができたことを浮気と称するほど。
将来の夢は「お兄ちゃんのお嫁さん」。

### 部活マネージャーたち
太田 千影（おおた ちかげ）
男子バスケ部マネージャー。身長152センチメートル、体重49キログラム、スリーサイズ90/57/85、血液型A型。
部員のメンタルケアについて模索中にリエコと出会う。
彼女の落ち着きぶりから、その秘訣を授かろうとするが、真奈からやや偏ったリラックス法を伝授されてしまう。
そのリラックス法は、後に各部マネージャーへと伝播していった。
さとう コウスケ
男子バスケ部員。背番号7番。
千影が授かったリラックス法の第1被験者でもある。
後に、あることから我妻先生から「外道くん」との不名誉なあだ名を授けられる。
美桜 ハルナ（みさくら ハルナ）
女子バレー部マネージャー。身長150センチメートル、体重43キログラム、スリーサイズ78/50/77、血液型AB型（RH-）。
リエコから見ても「すごいカワイイ」容姿の持ち主。
リエコを女子バレー部へ勧誘するが、本心は別の目的があった様子。
猪瀬 ナオカ（いのせ ナオカ）
水泳部マネージャー。身長174センチメートル、体重51キログラム、スリーサイズ89/51/84、血液型O型。
彼女のスパルタ方針により、西瓜中水泳部は冬でも屋外プールで練習を行なう。
真奈から吹き込まれたマメ知識により、とんだ災難に遭うことに。
佐伯 奏（さえき かなで）
ブラスバンド部マネージャー兼部長。身長160センチメートル、体重44キログラム、スリーサイズ73/52/75、血液型B型。
リエコからサッカー部の応援を頼まれるが、弱いから応援しがいがないと一蹴。
愛煙家で、喫煙をリエコに見つかった時はタバコを「チョコレート」と誤魔化すなど苦しい言い訳をしていた。
初登場時は、幸子にちょっかいを出すチョイ役として登場。
王城 姫子（おうじょう ひめこ）
テニス部マネージャー。身長152センチメートル、体重42キログラム、スリーサイズ75/49/80、血液型A型。
通称「お嬢様」。部員のケガを手当てする際、血を見た途端に失神した。
また、理由もなく気を失うこともある虚弱体質。
里美 紀子（さとみ のりこ）
ラグビー部マネージャー。身長154.2センチメートル、体重44キログラム、スリーサイズ73/49/75、血液型O型。
通称「のりちゃん」。オードリー、裕次郎（ゆうじろう）という名のヤカンを溺愛している。
必殺技は「のりこビーム」「のりこスプラッシュ」。
山門 カオル（やまと カオル）
女子バスケ部員。
オレっ娘。男子のような容姿だが、れっきとした女の子。
鳥飼 なつみ（とりかい なつみ）
男子バスケ部マネージャー。身長148.8センチメートル、体重40.2キログラム、スリーサイズ70/47/78、血液型B型。
サッカー部・バスケ部合同合宿の道中、王様ゲームでリエコにお姫様だっこされる。
蒙那岡 七（もなおか なな）
男子バスケ部マネージャー。身長156.2センチメートル、体重52キログラム、スリーサイズ81/60/86、血液型O型。
一人称およびアダ名は「モナ岡」。
自分が女子であることを忘れ、男子トイレに入る程のうっかり者。その行為がちょっとした騒動を引き起こす。
中田（なかた）
男子バスケ部員。下の名前は不明。
バスケ部に相応しい長身で、蒙那岡からは「ちゅうた」と呼ばれている。
田中ゆうじ（たなか ゆうじ）
サッカー部員。
実力はいま一つで、登場時はミスを連発したためメンバーから外されていた。
リエコからドリブルのコツを伝授されるが、別のことに気を取られた挙句すっかり上の空だった。
永島 ヒロト（ながしま ヒロト）
剣道部員。
寡黙なため周囲にはクールな印象を与えるが、本当は上がり性で女の子が苦手なだけ。
メガネが無くなった幸子にリエコと勘違いされ、天美家に上がり込むことになった。
桜田 ゆかり（さくらだ ゆかり）
男子バレー部マネージャー。身長150センチメートル、体重42キログラム、スリーサイズ74/53/80、血液型A型。
リエコから「歯の大切さ」を説かれ、神楽先生じきじきにバレー部員の歯磨きを請うことに。
川上 豊（かわかみ ゆたか）
男子バレー部キャプテン。
神楽先生から風邪をうつされてしまった際には、何故か本来以上の実力を発揮。
以降、西瓜中にあらたなウワサを生み出してしまう。
川村 章吾（かわむら しょうご）
サッカー部キャプテン。
リエコが女子サッカー部を設立した際、男子サッカー部のマネージャーも兼任するよう懇願したのは彼。
雨隆 由紀（うりゅう ゆき）
男子バレー部マネージャー。身長146センチメートル、体重37キログラム、スリーサイズ68/50/71、血液型B型。
体育倉庫内に用途不明の「キノコ」が保管されていた際にチョイ役で登場。
穂谷 綾香（ほたに あやか）
体操部マネージャー。身長150センチメートル、体重42キログラム、スリーサイズ69/49/68、血液型A型。
謎の「キノコ」は、体操部の備品だったことが彼女の口から語られる。
里美 ミエ（さとみ ミエ）
演劇部部長。
演劇の王子様役としてリエコを抜擢するが、とんだ邪魔が入り、リエコの主演は無期限延期となる。
浜野 ユカリ（はまの ユカリ）
女子バスケ部員。小柄な体格にコンプレックスを持つ。
体格を大きくするためにとリエコに関節を鳴らしてもらうも、最後は首をキメられてしまうことに。

### 教師陣
我妻 アキラ（あがつま アキラ）
数学教師。愛煙家で、禁煙の職員室を逃れて保健室へ転がり込むことも（もちろん保健室も禁煙）。
恋愛に対する特異な持論を掲げており、真昼間から酔いが回った際に披露していた。
サッカー部・バスケ部合同合宿の際は、代理引率として同伴。
神楽 あおい（かぐら あおい）
保険医。穏やかな雰囲気を纏う、グラマラスな美人。
校内に存在する様々な"ウワサ"の元として、彼女を目当てに保健室を訪れる生徒も少なくない。

### その他
リエコのママ
海外を飛び回る、売れっ子女優。
リエコを宝塚歌劇団に入れ、娘役のトップにすべく幼少期より英才教育を施していた。
のちにリエコがその長身から娘役が不可能になって以降は、モデルとしての教育へと方針を転換。
ゆくゆくは海外へと留学させるべく画策する。
リエコのパパ
本編未登場で、コミックス話間のエピローグ絵にて語られるのみ。
職業はスポーツ選手。
幸子のお兄ちゃん
本編未登場で、幸子の口から語られるのみ。
水泳部に所属しており、妹と違い運動神経は良好。陸上部に彼女がいる。
アイドルのグラビア写真集を妹に見られた際には、「水着の研究」のためと言い訳をしている。

## 単行本
- 原作：朝田光・作画：亜桜まる 『14』 白泉社〈ジェッツコミックス〉、全2巻
  1. 2006年11月5日発行、2006年10月27日発売 ISBN 4-592-14451-1
  2. 2008年5月5日発行、2008年4月28日発売 ISBN 978-4-592-14400-7

第1巻の帯コメントおよびイラストは、ばらスィーによるもの。